# Operaen på Holmen
Operaen på Holmen, är ett operahus i Köpenhamn och huvudscen för Danmarks nationalopera, Den Kongelige Opera, som är en del av Det Kongelige Teater. Utöver denna byggnad producerar Den Kongelige Opera även vissa produktioner i Den gamle scene vid Kongens Nytorv.

## Bakgrund
Det nya operahuset invigdes den 15 januari 2005 och är ritat av arkitekt Henning Larsen, med Mærsk Mc-Kinney Møller som initiativtagare, byggherre och mecenat.
Huset har två scener: Stora scenen där salongen rymmer omkring 1 500 besökare och Takkelloftet med omkring 200 platser. Dessutom innehåller huset omfattande faciliteter som repetitionslokaler. Utöver opera framförs emellanåt även symfoniska konserter i huset.
Sedan 2017 har även Dansk Danseteater, det nationella kompaniet för modern dans, sitt säte i byggnaden och har Takkelloftet som sin huvudscen.

## Bildgalleri

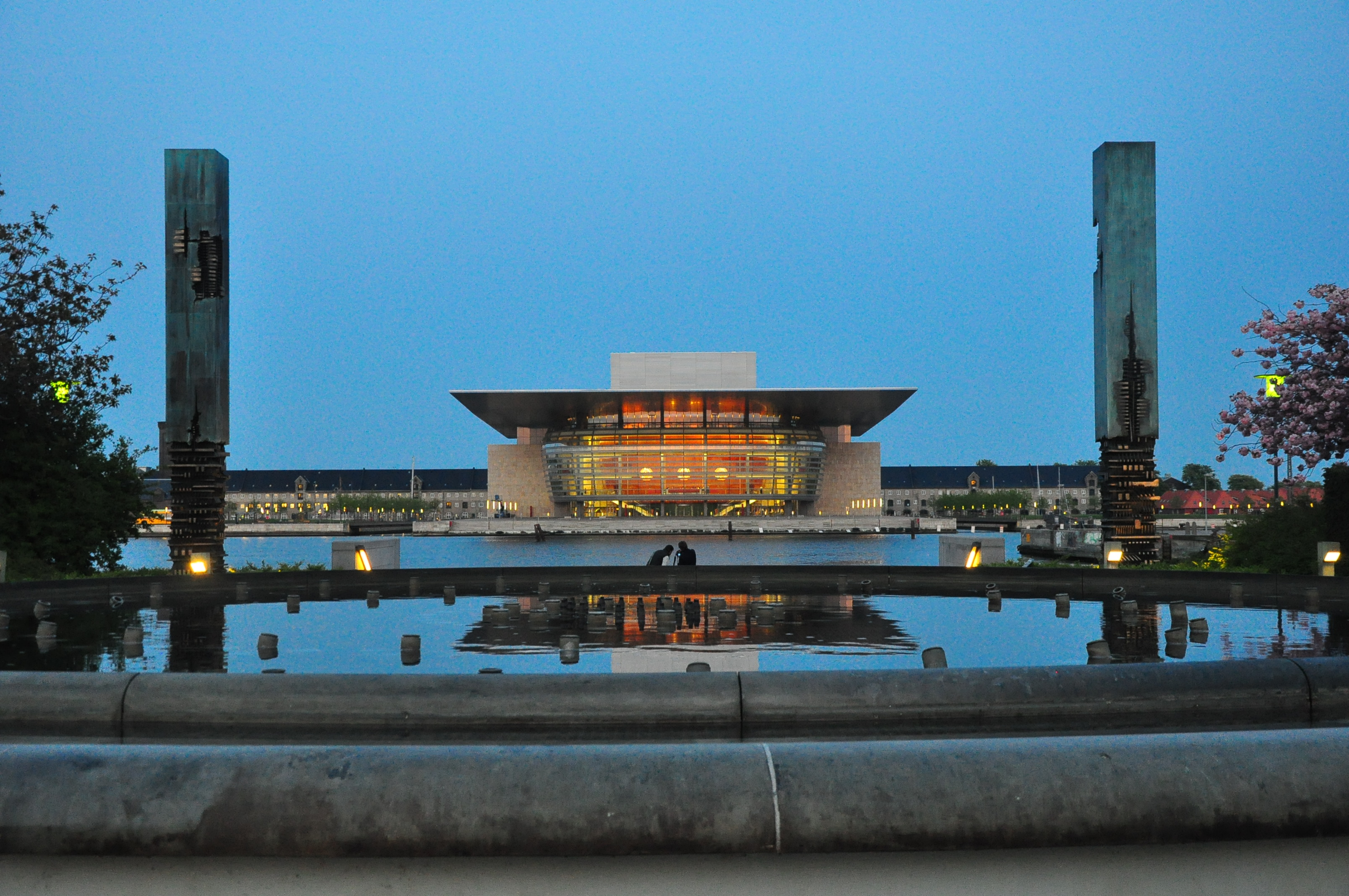
Operahuset set från andra sidan vattnet.
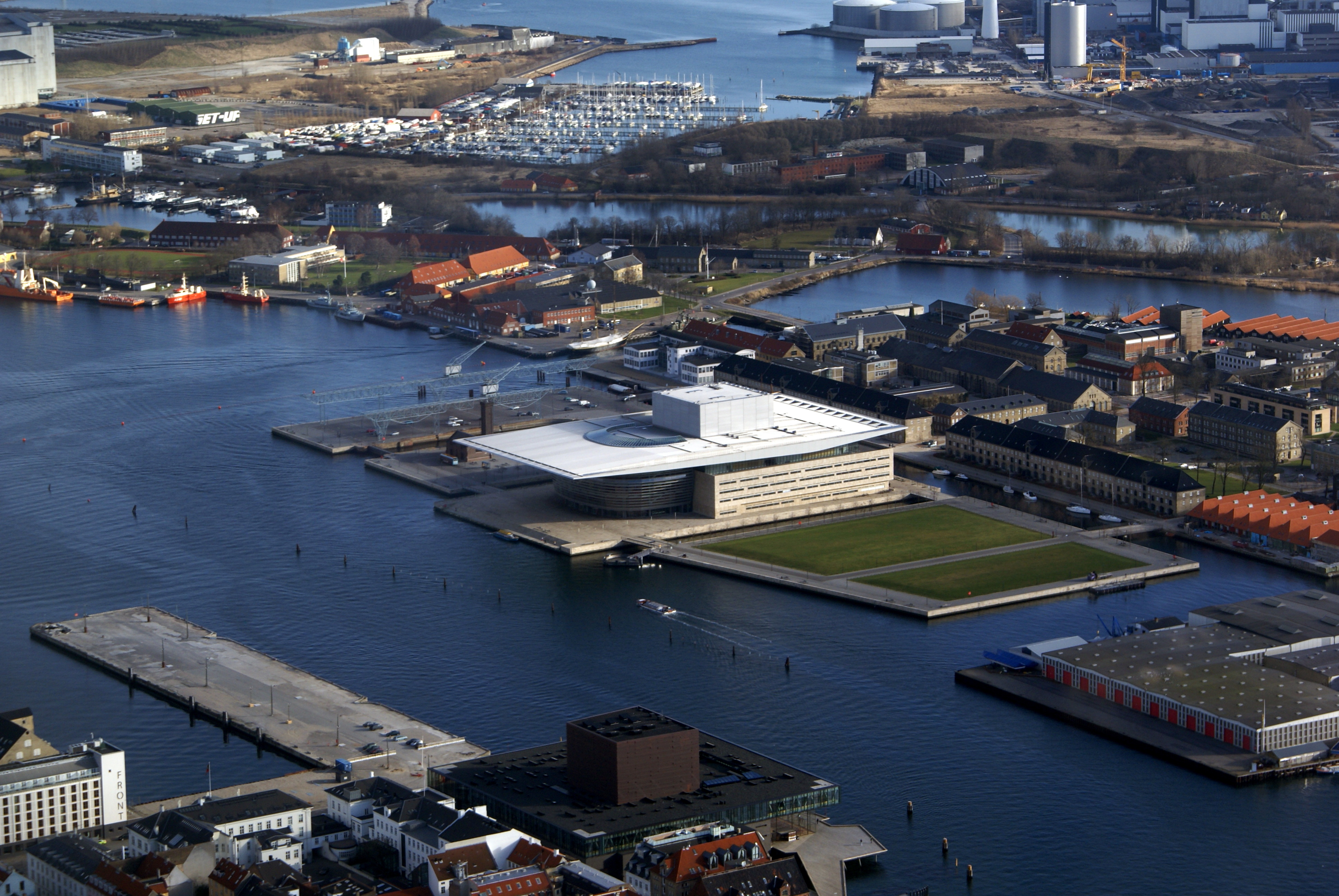
Flygfoto över Operaen på Holmen.
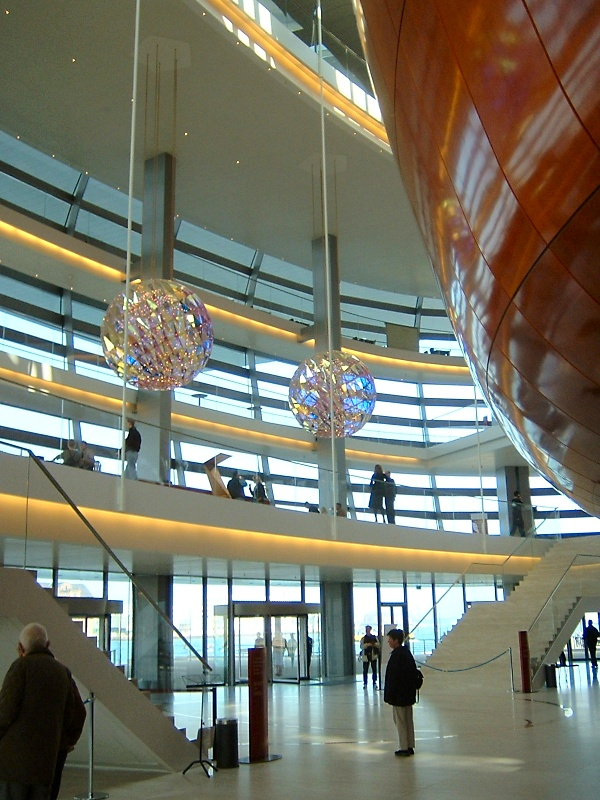
Interiör med ljuskupoler av Olafur Eliasson.
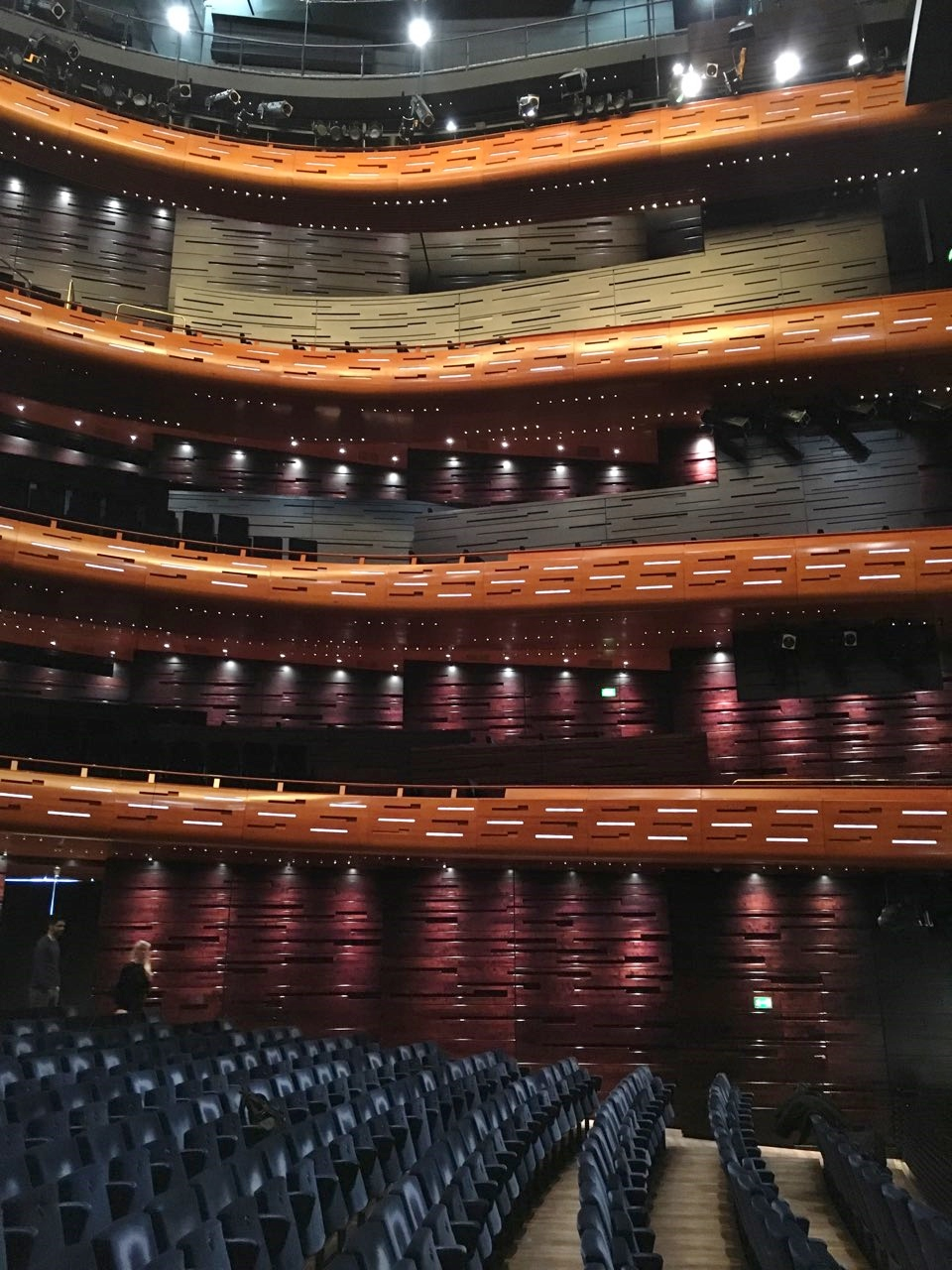
Salongen.